# Desencantamento do mundo
A expressão desencantamento do mundo é utilizada na obra do sociólogo alemão Max Weber (1864-1920). 
Através desse termo ele designa um processo histórico, ocorrido na civilização ocidental. Tal processo implica na desmagificação da realidade que ocorre de duas formas. Através do desencantamento religioso a magia vai sendo eliminada no interior das religiões e vai sendo substituída por uma prática religiosa fundada na ética. Weber afirma que através do desencantamento religioso o mundo deixa de ser concebido como permeado por forças ocultas que podem ser manipuladas magicamente para ser controlado apenas através da ciência e da tecnologia. 
O desencantamento religioso do mundo começa com o profetismo judaico e sua luta contra a idolatria (deuses falsos). Tal processo se prolonga com o movimento iniciado por Jesus de Nazaré, com as missões do apóstolo Paulo, com a igreja católica romana e chega a seu auge com o protestantismo ascético: ao eliminar-se o valor dos sacramentos consuma-se o processo de expulsão da magia do interior da religião (a chamada "caça às bruxas"). 
O desencantamento científico do mundo acompanha a formação da ciência moderna no século XVI. Weber se dedica a este tema na conferência "Ciência como vocação" proferida em 1917. 
A expressão foi utilizada por Weber pela primeira vez na fase tardia de sua obra, aparecendo pela primeira vez no artigo "Sobre algumas categorias da sociologia compreensiva" que é de 1910. O pensador também inseriu tal metáfora na segunda versão de seu escrito "A ética protestante e o espírito do capitalismo" que foi redigida em 1920. 
Embora o desencantamento signifique, em termos estritos, desmagificação, a expressão também é empregada em sentido amplo para designar as formas modernas de vida que são desprovidas de fundamento religioso e metafísico. No escrito intitulado "Dialética do Esclarecimento" (1947), por exemplo, Adorno e Horkheimer afirmam que "o programa do esclarecimento era o desencantamento do mundo". Mas, em vez da substituição da magia pelas religiões de salvação ou pela técnica, eles descrevem o entrelaçamento entre mito e esclarecimento (ou iluminismo). 
O desencantamento do mundo também costuma ser associado ao processo de secularização, mas não deve ser confundido com este. O termo secularização designa, mais especificamente, a perda de centralidade da religião no contexto da vida moderna. 
Obviamente Weber não concebeu a inexistência da razão nas sociedades antigas, mas fez uma distinção básica entre razão a racionalidade: todo homem, enquanto ser pensante, é dotado de razão, da capacidade de raciocinar. Isso, contudo, não garante que ele vá utilizar essa capacidade para calcular suas condutas. Em outras palavras, isso não garante que ele vá racionalizar todos os aspectos de sua vida.
Através do termo desencantamento do mundo Weber quer explicar de que forma se desenvolveu o racionalismo ocidental e como ele moldou as características dessa civilização. O termo faz parte de sua ampla teoria do processo de racionalização.